# Тійо (Еритрея)
Тійо́ (Тіо, араб. طيعوا) — місто в Еритреї, адміністративний центр району Ареета регіону Дебубаві-Кей-Бахрі.

## Географія
Місто розташоване на піщаному березі Червоного моря, в основі мису Рас-Анрата. Тійо заселяють в основному народність афар, які займаються рибальством. Має автобусне сполучення зі столицею та Ассабом.